# غلام محمدبازار
غلام محمدبازار (بالفارسية: غلام محمدبازار) هي قرية تقع في منطقة بولان في إيران. يقدر عدد سكانها بـ 527 نسمة بحسب إحصاء 2016.